# Phlomis floccosa
Phlomis floccosa là một loài thực vật có hoa trong họ Hoa môi. Loài này được D.Don miêu tả khoa học đầu tiên năm 1830.